# Regno di Polonia (1916-1918)
Il Regno di Polonia (in polacco: Królestwo Polskie), noto anche come Reggenza del Regno di Polonia (in polacco: Królestwo Regencyjne), fu uno Stato fantoccio proposto dalla legge del 5 novembre 1916 dalla Germania e istituito ufficialmente il 14 gennaio del 1917 nei territori del precedente Regno del Congresso (o Nazione della Vistola), con lo scopo di legittimare l'occupazione tedesca della Polonia in seguito alle vittorie austro-tedesche sul fronte orientale della prima guerra mondiale. In seguito all'armistizio di Compiègne firmato l'11 novembre 1918 dalla Germania e dalla coalizione alleata, che decretò la resa dei tedeschi e la fine della guerra ed all'insurrezione nota come sollevazione della Grande Polonia, il Regno cessò di esistere e il suo territorio fu incorporato nella successiva Seconda Repubblica di Polonia.

## Creazione del Regno
La decisione degli imperatori tedesco ed austro-ungarico permise la creazione di un Consiglio della Reggenza (in polacco Rada Regencyjna) a cui furono dati limitati poteri di amministrazione dei territori occupati dalla Germania ed il cui compito era di eleggere un nuovo monarca. La personalità che aveva le maggiori credenziali per diventare re era l'arciduca Carlo Stefano d'Asburgo-Teschen, le cui due figlie si erano sposate con aristocratici polacchi: i principi Olgierd Czartoryski e Hieronim Radziwiłł, che parlavano correntemente il polacco e che vivevano a Żywiec in Galizia. L'arciduca era più che disposto ad accettare la corona, ma essendo parte della Casata Imperiale d'Austria, aveva bisogno del permesso del Capo della famiglia, l'Imperatore e Re Carlo I d'Austria, che esitò, avendo egli stesso un piano per diventare Re della Polonia.
Fu reistituita la lingua polacca in tutto il territorio dell'ex Regno del Congresso e le istituzioni politiche ed educative bandite dalla Russia nel 1830 e 1863 furono ricreate. Fu creato un esercito di supporto degli Imperi centrali (chiamato, in tedesco, Polnische Wehrmacht) per supportare lo sforzo bellico tedesco, anche se il reclutamento non ottenne il sostegno della popolazione della Polonia: l'esercito contava infatti solo 5.000 uomini alla fine del periodo della Reggenza. Il Regno ottenne una sua moneta, chiamata Marka polska (marco polacco) e fu redatta una costituzione, il 12 settembre 1917, che introdusse la monarchia, un parlamento bicamerale, nessuna responsabilità politica per i ministri.

## Gli scopi degli Imperi centrali
Lo scopo della politica tedesca era di creare una regione che avrebbe potuto essere facilmente sfruttata e in cui allo stesso tempo avrebbe potuto operare la germanizzazione tramite la sottomissione del popolo polacco con il lavoro forzato, per rendere la Polonia una provincia tedesca. Durante il periodo di dominazione tedesca, i polacchi furono soggetti a lavoro forzato e alla confisca di cibo e delle proprietà. Anche se i primi progetti erano di collaborazione con l'Austria-Ungheria, essi vennero presto abbandonati nel febbraio a causa della crescente dipendenza della monarchia danubiana dalla Germania. Il controllo sull'economia polacca, sulle sue risorse e sull'esercito era nelle mani della Germania.
I confini di questa Polonia "autonoma" furono mutati in favore della Germania. Gli ufficiali tedeschi chiesero una "striscia di frontiera polacca", che avrebbe portato all'annessione di considerevoli parti dei territori polacchi che erano stati parte della Russia a seguito della spartizione della Polonia. Alla fine del 1916 la Germania decise di annettersi circa 30.000 km² di territorio polacco; queste terre furono popolate da tedeschi e la popolazione polacca venne trasportata altrove. Tali piani furono anche proposti dalla minoranza tedesca in Polonia nell'area di Łódź, che protestava per la decisione del 5 novembre e che chiedeva al governo tedesco di annettere la Polonia occidentale, insieme ovviamente alle aree popolate da persone di etnia tedesca.
Il regno di Polonia ebbe termine a seguito della sollevazione della Grande Polonia.

## Reggenti del Regno (1916-1918)
Il Consiglio della Reggenza non riuscì mai a eleggere un sovrano e non ebbe mai grande importanza, anche perché le sue iniziative erano spesso frenate dal Governatore Generale del Regno, il generale tedesco Hans Hartwig von Beseler. L'11 novembre 1918 il Consiglio cedette i suoi poteri a Józef Piłsudski, sciogliendosi tre giorni dopo.
I membri del Consiglio erano:
- Aleksander Cardinal Kakowski, arcivescovo di Varsavia
- Principe Zdzisław Lubomirski, proprietario terriero
- Józef Ostrowski, proprietario terriero, ex deputato polacco alla Duma di San Pietroburgo.

## Primi ministri del Regno
- 20 novembre 1917 - 27 febbraio 1918: Jan Kucharzewski
- 27 febbraio 1918 - 3 aprile 1918: Antoni Ponikowski
- 4 aprile 1918 - 23 ottobre 1918: Jan Kanty Steczkowski
- 23 ottobre 1918 - 5 novembre 1918: Józef Świeżyński
- 5 novembre 1918 - 11 novembre 1918: Władysław Wróblewski